# Рупе (Скрадин)
Рупе су насељено мјесто у Далмацији. Припадају граду Скрадину у Шибенско-книнској жупанији, Република Хрватска.

## Географија
Налазе се на самом рубу Равних Котара, према Буковици. Удаљене су око 11 км сјеверно од Скрадина. У близини села протиче река Крка.

## Историја
По казивању београдског сликара Милутина Дедића, Рупљани су дошли из Херцеговине, после ″Кандијског рата″ у 17. веку. Били су то Срби, православци које су називали Буњевци јер су потекли са обала реке Буне. По насељавању власт их је притисла да пређу у католичку веру. Само породица Надовеза није пристала, па су је изместили на крај села "да не пада у очи".
По запису Андрије Качића Миошића у Рупама је рођен Вук Мандушић, јунак - харамбаша (Морлак), којег је Његош опевао у свом "Горском вијенцу".
До територијалне реорганизације у Хрватској насеље се налазило у саставу бивше велике општине Шибеник. Током рата у Хрватској (1991—1995), Рупе су биле у саставу Републике Српске Крајине.

## Култура
У Рупама се налази римокатоличка црква Св. Јурја.

## Становништво
Према попису из 1991. године, насеље Рупе је имало 976 становника. Према попису становништва из 2001. године, Рупе су имале 672 становника. На попису становништва 2011. године, Рупе су имале 470 становника.
| Демографија | Демографија | Демографија |
| Година      | Становника  | Становника  |
| ----------- | ----------- | ----------- |
| 1961.       | 1.340       |             |
| 1971.       | 1.350       |             |
| 1981.       | 1.147       |             |
| 1991.       | 976         |             |
| 2001.       | 672         |             |
| 2011.       |             | 470         |

## Попис 1991.
На попису становништва 1991. године, насељено место Рупе је имало 976 становника, следећег националног састава:
| Попис 1991.‍  | Попис 1991.‍  | Попис 1991.‍ | Попис 1991.‍ | Попис 1991.‍ |
| ------------ | ------------ | ----------- | ----------- | ----------- |
|              |              |             |             |             |
| Хрвати       | Хрвати       |             | 949         | 97,23%      |
| Срби         | Срби         |             | 5           | 0,51%       |
| Југословени  | Југословени  |             | 4           | 0,40%       |
| Русини       | Русини       |             | 1           | 0,10%       |
| неопредељени | неопредељени |             | 5           | 0,51%       |
| непознато    | непознато    |             | 12          | 1,22%       |
| укупно: 976  |              |             |             |             |